# Zhanzhuang

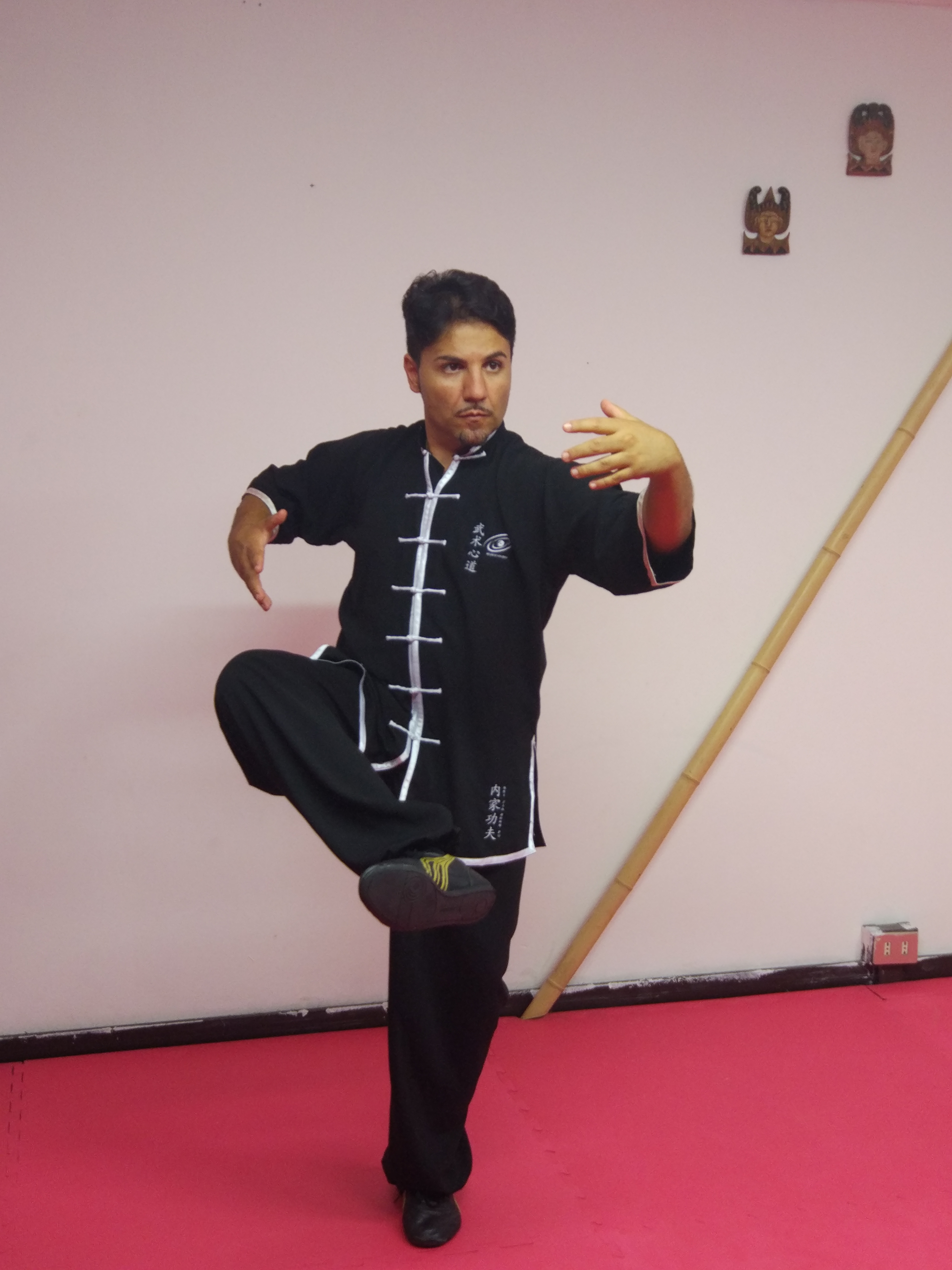
Il Maestro Marco Gamuzza esegue la posizione più nota dello Zhan Zhuang: Hun Yuan Zhuang, conosciuta anche come Cheng Bao Zhuang (con variante in Dulibu).

Il Palo Immobile (站樁T, 站桩S,  zhànzhuāng P,  chan chuang  W), letteralmente "stare in piedi come un palo", è una tecnica comune a molti stili di arti marziali cinesi e di Qigong, sebbene praticata in maniere molto differenti tra loro.
Il Wushu Cidian 武术词典 inserisce il Lavoro del Palo Immobile (站樁功T, 站桩功S,  zhànzhuānggōng P,  chan chuang kung W) tra gli Esercizi per Preservare la Salute (养生保健功T, 养生保健功S,  yǎngshēngbǎojiàngōng P,  yang sheng pao chian kung W). Per questo dizionario il Palo Immobile è uno degli esercizi interni tradizionali, che si esegue assumendo certe posture e mantenendole per un certo tempo.
Le posizioni nelle quali viene praticato il Zhanzhuang possono variare molto da uno stile ad un altro.